# 沖縄県護国神社
沖縄県護国神社（おきなわけんごこくじんじゃ）は、沖縄県那覇市の奥武山公園内にある神社（護国神社）である。神社本庁などの包括宗教法人に属さない単立神社である。

## 祭神
沖縄県関係の戦死者だけでなく、第二次世界大戦の沖縄戦に殉じた本土出身者や犠牲となった一般市民も祭神として祀っている。平成17年（2005年）10月現在の祭神の柱数は17万8689柱で、護国神社では最多である。

## 歴史

境内

昭和11年（1936年）、日清・日露戦争以降の国難に殉じた死者を祀るために創建された招魂社に始まる。昭和15年（1940年）7月1日の内務省令により内務大臣指定護国神社となり沖縄県護国神社に改称した。
昭和20年（1945年）4月の沖縄戦により社殿を焼失し、昭和34年（1959年）4月26日に仮社殿を竣工した。同年秋の大祭にて、靖国神社より沖縄戦に殉じた本土出身者の御霊代を奉移した。昭和40年（1965年）10月、現在の社殿が竣工し、11月19日に遷座祭が、11月20日に復興奉祝祭が行われた。
昭和55年（1980年）9月21日には、神楽殿が竣工した。